# Recreo (Catamarca)
Recreo es una ciudad ubicada en el extremo sudeste de la provincia argentina de Catamarca, es la cabecera del departamento La Paz. 
Se encuentra 14 km al norte de las Salinas Grandes. Es conocida nacionalmente por ser sede del Festival Nacional del Cabrito.
Fue establecida en el año 1875 por la construcción de la estación del Ferrocarril General Belgrano homónima en el terreno de una hacienda que pertenecía al entonces diputado provincial Pedro Cano. En 1958 según la ley N.º 1755, fue designada como cabecera del departamento. Y el 20 de agosto de 1995 se dictó su Carta Orgánica Municipal en la que figura como localidad autónoma.

## Historia
Durante la llegada de los españoles en el siglo XVI, el territorio estaba habitado por la etnia sedentaria diaguita, el conjunto Ambargasta.
En la década de 1860, Clemente Martínez tomó posesión de esas tierras y, al morir, su esposa se casó con Pedro Cano, que en el año 1874 levantó la estancia "El Recreo" que contaba con la casa principal, piletones de agua, molino de viento a los pies de las lomas y su propio templo familiar, ubicado donde hoy está la parroquia San Roque. En ese entonces, era denominado "Recreo de las carretas" o "Villa Recreo" y, posteriormente, solo "Recreo". 
El 9 de mayo de 1875 se inauguró la estación de trenes perteneciente al FF.CC., dividiendo la estancia en dos. Este suceso determinó el asentamiento poblacional del lugar, y esa fue la razón por la que Recreo no contó con una fundación ni con fundador, como la mayoría de las otras ciudades, que fueron fundadas al estilo europeo.
En la década de 1880 se abrió una mina de cal ubicada en las lomas, que, ayudada por la inmigración, provocó un aumento en la población del pueblo, que llegó a los 624 habitantes en 1895, de procedencia española, árabe, siria, y boliviana. Posteriormente se realizaron sucesivas expropiaciones de las tierras de la estancia para que los nuevos habitantes pudieran establecerse definitivamente. De esta manera, se diseñó el casco céntrico en forma de damero, de seis manzanas de norte a sur, por cuatro manzanas de este a oeste, delimitado por cuatro avenidas y con una plaza central.
El 24 de marzo de 1892 (133 años) se produjo un terremoto en la zona que alcanzó una magnitud de 6 grados en la escala de Richter y una intensidad de grado VII en la escala de Mercalli, que produjo serios daños a las construcciones y algunas víctimas fatales.
A comienzos del siglo XX, en 1910, por los festejos del centenario de la Revolución de Mayo, se inauguró el edificio de la primera escuela primaria, "Escuela N° 280 Provincia de Córdoba" (que hasta entonces funcionaba en casas particulares). El suceso ayudó a disminuir el analfabetismo que por esos años era muy elevado. En 1958, Recreo fue designado ciudad y cabecera departamental, puesto que hasta entonces ocupaba San Antonio de La Paz, y en 1962 se inauguró el Dique de Motegasta destinado a proveer de agua dulce y potable.
Entre los años 1960-1980, por causa del hemiciclo seco que comenzó a principios de siglo, el clima cambió, volviéndose más árido y caluroso; esto, sumado a la falta de puestos de trabajo, produjo una reducción de la población y un estancamiento económico que perduró hasta los primeros años de la década del 80.
Durante la década de 1980 se produjeron cambios importantes. En 1982 comenzó la promoción industrial que les permitió a las industrias instalarse exentas de impuestos provinciales; en 1983 se inauguró el edificio nuevo del hospital zonal Liborio Forte y en 1986 se creó el escudo de la ciudad. Fue en esos años que se dio el mayor crecimiento demográfico hasta la fecha. 
En 1992 se intervino la municipalidad al igual que toda la provincia.
Desde comienzos del siglo XXI, la ciudad ha enfrentado inconvenientes con el abastecimiento de agua potable.
En el año 2005, dejó de contar con terreno disponible perteneciente al PE provincial o al municipio para expandirse, y en 2007 se creó la bandera de la ciudad.

## Geografía
| Noroeste: Dique de Motegasta | Norte: San Antonio de La Paz | Nordeste: Salinas de San Bernardo |
| Oeste: Esquiú                |                              | Este: Salinas de San Bernardo     |
| Suroeste: El Garay           | Sur: Salinas Grandes         | Sureste: Alto Mansilla            |

Posee una forma rectangular de 6 km de largo -en sentido norte sur- y 5 km de ancho -en sentido este oeste- totalizando 29 km². Se encuentra ubicado a una altitud de 220 m s. n. m. en la zona urbana y alcanza los 271 m s. n. m. en la cima más elevada de las Lomas recreínas, estas se encuentran ubicadas en el sector este de unos 50 metros de altura aproximadamente.

### Sismicidad
Es una zona de actividad sísmica moderada, ya que se han registrado dos terremotos de gran magnitud, el más grave en 1892 y el segundo menos grave, el Terremoto de Catamarca 2004 que fue de magnitud 6,5 en la escala de Richter y solo produjo algunos daños materiales.
Según estudios geológicos recientes, la ciudad de Recreo se encuentra sobre la falla de Ancasti, con dirección noreste-suroeste. Debido a la convergencia entre la placa oceánica de Nazca (que en el sector de las Sierras Pampeanas desliza por debajo de ellas) y la Plataforma Sudamericana, dando una sismicidad relativamente alta.
Morfológicamente la ciudad se encuentra en una planicie que se ve interrumpida hacia la zona este donde una pequeña cadena de lomas eleva el terreno unos 50 metros, consecuencia del desplazamiento de las placas ya mencionadas. Estas lomas culminan en otra planicie más elevada hacia el este que llamada Alto Recreo. Producto del choque de las placas, al igual que las sierras de Guasayan ubicadas al norte y el Alto de Mansilla hacia el sur, que separa a las Salinas Grandes de las Salinas de Ambargasta.
El suelo de la región es compuesto por sedimentos recientes, con el tope conteniendo materia orgánica hasta los 2 metros de profundidad, a partir de donde predominan arenas fluviales asentados sobre el lecho rocoso.

### Clima
Recreo cuenta con un clima árido y seco , según la Clasificación climática de Köppen o árido de sierras y bolsones. Durante el verano la máxima media es de 28 °C y la mínima media es de 17 °C aunque puede alcanzar los 43 °C, en esta estación del año se da la mayor cantidad de precipitaciones (siendo el mes de febrero el más lluvioso), las lluvias llegan desde el suroeste o desde el este. En invierno la temperatura máxima media es de 7 °C y la mínima media de -1 °C, aunque la récord fue de -10 °C.; no se han registrado caídas de nieve en la zona. En esta época del año se da la menor cantidad de precipitaciones pero la escarcha y las heladas son muy frecuentes durante esta estación, y la niebla es menos frecuente porque solo se da lugar unos cuantos días al año.
La lluvia promedio es de unos 631,7 mm anuales, y se encuentra en una zona de montes y pastizales de altura. Desde las lomas ubicadas aproximadamente a 700 metros hacia el este de la zona céntrica soplan vientos que a veces pueden ser fuertes ventiscas que algunas veces alcanzan los 110 km/h o los supera, depende si es invierno el viento es muy frío y corre durante la mayor parte del día y si es verano el viento corre cargado de humedad mayormente antes y después de una tormenta.
Desde 1973, se reinicia el "ciclo climático húmedo", corriéndose las isohietas, aumentando unos 200 mm/año, hasta el año 2020. En los últimos treinta años se ha sufrido un importante cambio climático, mientras que entre 1920 y 1972 transcurrió el "ciclo climático seco", por lo que Recreo era una zona muy seca en la que crecían plantas adaptadas a la falta de agua; progresivamente en la década de 1970s se retornó a lo ocurrido entre 1870 a 1920: el clima se fue haciendo más húmedo y fresco hasta llegar a ser lo que es hoy. Pero se volverá nuevamente al hemiciclo seco, hacia el 2020.
| Parámetros climáticos promedio de Recreo, CT | Parámetros climáticos promedio de Recreo, CT | Parámetros climáticos promedio de Recreo, CT | Parámetros climáticos promedio de Recreo, CT | Parámetros climáticos promedio de Recreo, CT | Parámetros climáticos promedio de Recreo, CT | Parámetros climáticos promedio de Recreo, CT | Parámetros climáticos promedio de Recreo, CT | Parámetros climáticos promedio de Recreo, CT | Parámetros climáticos promedio de Recreo, CT | Parámetros climáticos promedio de Recreo, CT | Parámetros climáticos promedio de Recreo, CT | Parámetros climáticos promedio de Recreo, CT | Parámetros climáticos promedio de Recreo, CT |
| Mes                                          | Ene.                                         | Feb.                                         | Mar.                                         | Abr.                                         | May.                                         | Jun.                                         | Jul.                                         | Ago.                                         | Sep.                                         | Oct.                                         | Nov.                                         | Dic.                                         | Anual                                        |
| -------------------------------------------- | -------------------------------------------- | -------------------------------------------- | -------------------------------------------- | -------------------------------------------- | -------------------------------------------- | -------------------------------------------- | -------------------------------------------- | -------------------------------------------- | -------------------------------------------- | -------------------------------------------- | -------------------------------------------- | -------------------------------------------- | -------------------------------------------- |
| Temp. máx. media (°C)                        | 29                                           | 27                                           | 25                                           | 22                                           | 18                                           | 15                                           | 15                                           | 19                                           | 21                                           | 25                                           | 27                                           | 28                                           | 17                                           |
| Temp. mín. media (°C)                        | 17                                           | 16                                           | 15                                           | 10                                           | 5                                            | 1                                            | -1                                           | 2                                            | 7                                            | 12                                           | 15                                           | 17                                           | 8                                            |
| Precipitación total (mm)                     | 90                                           | 76                                           | 65                                           | 52                                           | 43                                           | 35                                           | 35                                           | 32                                           | 38                                           | 51                                           | 68                                           | 78                                           | 633                                          |
| Fuente: msn Feb 2010                         |                                              |                                              |                                              |                                              |                                              |                                              |                                              |                                              |                                              |                                              |                                              |                                              |                                              |

### Flora y fauna
En este sector del Departamento La Paz la vegetación es propia de un clima semiárido, allí se hallan árboles como los algarrobos, mistoles, chañares, quebrachos colorados y jacaranda. También encontramos arbustos como los espinillos, retamas tuscas, jarillas, cactus y cardones que forman espesos matorrales verdes, estas son la vegetación nativa que se encuentra fuera de la ciudad, pero dentro de ella se colocaron plantas no nativas que se adaptaron al clima como paraíso, pinos, siempreverdes, eucaliptos, etc.
En cuanto a la fauna local las especies autóctonas son cabras, armadillos llamados quirquinchos, especies de serpientes propias de zonas secas, y aves como gorriones, y búhos.

## Demografía
Cuenta con 21,642 habitantes (Indec, 2022), con una densidad poblacional de 746,2 habitantes/km²; siendo la ciudad más densamente poblada de la provincia. Con un incremento del 82,7% frente a los 11,847 habitantes (Indec, 2010) del censo anterior; el cual por fallas de toma de datos había dado un numero erróneo, por debajo del existente. Para obtener los datos de este último censo del año 2022 tuvieron que consultarse los registros locales, debido a que el censo tomó información de todo el departamento sin discriminar por ciudades.  
Es la tercera ciudad más poblada de la provincia después de San Fernando del Valle de Catamarca y Belén. 
Históricamente, durante sus primeros años la composición étnica estaba dada por españoles, italianos, franceses y alemanes. A fines de los años 80 impulsados por las oportunidades de trabajo emigraron un gran número de personas provenientes de provincias del sur y del norte del país, convirtiendo a Recreo en una de las ciudades de mayor crecimiento en la nación. Así también es hogar de extranjeros provenientes de diversos países de Latinoamérica y de España.
| Gráfica de evolución demográfica de Recreo entre 1895 y 2022 |
|                                                              |
| Fuente: Censos nacionales del INDEC                          |

## Economía
En 2013 contaba con aproximadamente 359 empresas de las cuales 300 son comercios siendo éste el más numeroso, 50 del sector de servicios y 9 industrias como la multinacional Arcor, e industrias exportadoras como Tejica SA, Sabri, Plaka y Barbero que a pesar de su número es el sector más relevante de la economía. 
Esto la convierte en una de las ciudades más caras de la provincia.
En menor medida la economía de la población se basa en la agricultura, y el criado de ganado.

### Turismo
El sector hotelero está compuesto por más de tres hoteles de tres estrellas y otros hospedajes/residenciales.

## Infraestructura
Recreo tiene 16 km de calzadas de asfalto/hormigón y 31 km de tierra.
El servicio de agua potable es administrado por la empresa Obras Sanitarias. La red llega a casi la totalidad de la población.
El servicio de gas natural es prestado por Ecogas S.A. aunque la mayoría de la población recurre al gas envasado ya que la red de gas natural no se encuentra muy extendida.
La red de cloacas llega a casi el total de la población.
El servicio de telefonía fija, es brindado mayoritariamente por Telecom Argentina. El servicio de acceso a Internet por banda ancha es provisto, entre otros, por Arnet (perteneciente a Telecom).
El servicio eléctrico lo brinda la empresa Ec Sapem.

### Transporte
Se puede ingresar por el norte y el sur a través de la RN 157. Desde el oeste por la ruta provincial RP 20 y 
RP 111 que hacen intersección con la 157. Desde el noroeste se puede ingresar por la ruta provincial RP 26 y por el sudeste a través de la RP 116. 
Las arterias más importantes son las avenidas Presidente Perón, Belgrano, San Martín, y los bulevares Rivadavia, 9 de Mayo, bulevar Néstor Carlos Kirchner, Carlos Albarracín y avenida del Trabajo.
Recreo dista a 206 km de Catamarca, a 265 km de Córdoba, a 290 km de Tucumán, a 220 km de Santiago del Estero, a 220 km de La Rioja, y a 965 km de Buenos Aires.

### Terrestre
La ciudad posee con un sistema de transporte convencional por medio de colectivos, trafics, remises y taxis de corta y mediana distancia que conecta con las localidades más próximas en el departamento. Y de larga distancia que parten desde la terminal de ómnibus hacia distintos destinos en el país.

### Aéreo
Hace unas décadas los aviones podían aterrizar en el aeródromo municipal ubicado hacia el sur de la ciudad, hasta que posteriormente fue abandonado.

### Ferroviario de cargas
La ciudad es atravesada por el troncal CC del Ferrocarril General Belgrano, siendo una estación muy importante y lugar de emplazamiento de un futuro puerto seco multimodal.

### Paisaje urbano

#### Barrios

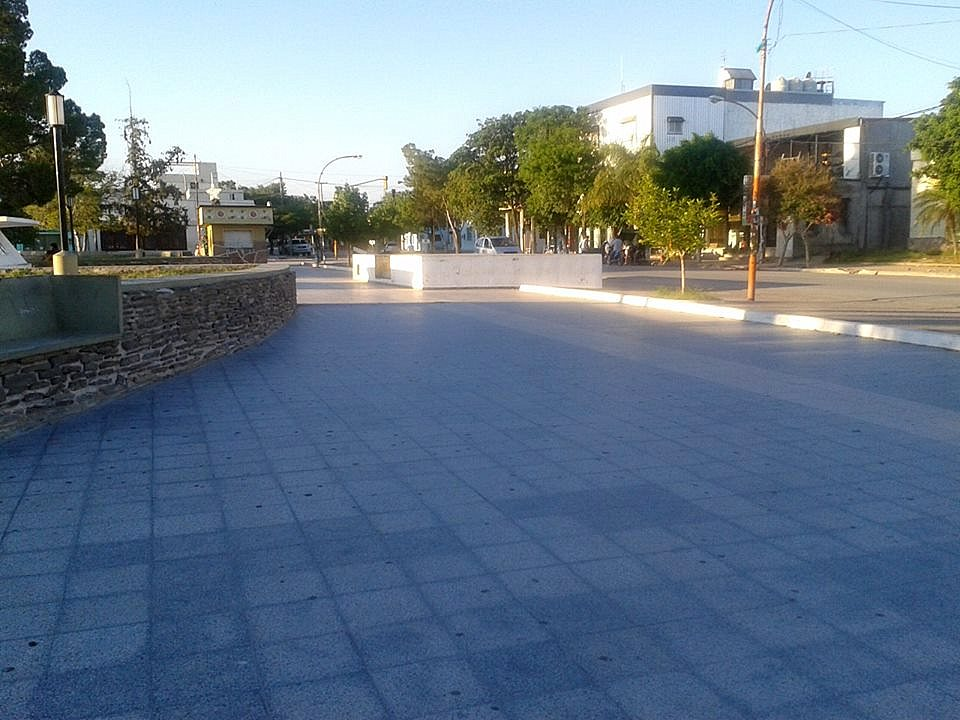
Vista del microcentro recreíno ubicado en barrio centro.

Recreo tiene 29 barrios y 1 barrio cerrado. Todos están conectados por unas redes de calles, bulevares y avenidas, con semáforos en las esquinas más concurridas que facilitan el flujo del tránsito. El trazado de las calles son de forma ortogonal, quiere decir, tienen formas de líneas horizontales y verticales que se cruzan. Esto es así en la mayoría de su trazado, pero trasladándose hacia la periferia esto cambia y las calles se hacen más irregulares debido a los accidentes en el terreno. 
El crecimiento urbano se da en todas las direcciones pero especialmente en dirección oeste y sur.
En 2001 habían 4974 viviendas. El 38,72% de las personas habitan en viviendas bien equipadas, y el 39,71% tiene viviendas medianamente bien equipadas. El promedio era de 1 a 2 personas viviendo por cada hogar.
Con una superficie municipal de 30 km² y edificada de 3,5 km² . Un área urbanizable de 3000 ha y 270 manzanas, donde predominan las áreas rurales o parcialmente urbanizadas. Las manzanas en el microcentro son dameros de 100 metros de lado, tornándose más rectangulares hacia la periferia.

#### Arquitectura
Es la ciudad que posee la menor cantidad de construcciones antiguas e históricas ya que no se trata de una ciudad antigua. La mayoría de su arquitectura es moderna. Entre los más emblemáticos están la estación de trenes, la construcción más antigua y de arquitectura al estilo inglés, la parroquia San Roque y la escuela N.º 280 que son las construcciones más antiguas y conforman el casco céntrico e histórico. 
El centro se encuentra poblado por edificios bajos. Actualmente sus edificios no superan los dos pisos de altura o los 9 metros, estos son destinados al rubro inmobiliario, comercial, o residencial.

#### Espacios verdes
Cuenta con 5 plazas, entre otras zonas verdes, campamento y espacios deportivos.

## Cultura

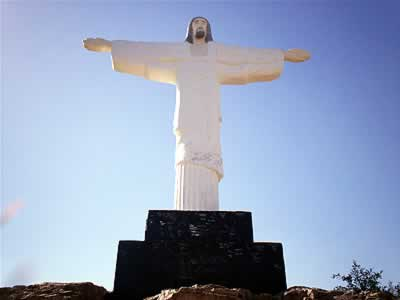
El Cristo Redentor de Recreo, el monumento más famoso y representativo de la ciudad.

En la gastronomía una costumbre muy arraigada, al igual que en la mayor parte de la República Argentina es el de tomar mate una infusión muy famosa en este país al igual que en ciertos sectores de Paraguay, Uruguay y Brasil, también son infusiones populares el té, el mate cocido, el café, y el café con leche que suelen ser acompañadas con facturas, o bocadillos autóctonos como rosquetes, tabletas, quesillos, etc. En cuanto a comidas, el asado y el cabrito son las tradicionales.
La ciudad alberga diversos acontecimientos culturales a lo largo del año, entre ellos (festivales, carreras automovilísticas, exposiciones, etc), los más concurridos son el Festival Nacional del Cabrito, y el Cabrito Rock., y otros de menor convocatoria.

### Deportes
Los deportes que se practican en Recreo son el futbol, básquet, balonmano, boxeo y el paddle, ciclismo, trote, y en menor medida el rugby, natación, skate y bochas. Cuenta con un polideportivo municipal equipado para estos deportes y varias canchas más en el ámbito privado.
Cada unos años se da el Rally Recreo, en donde compiten corredores de distintas provincias. Su circuito cambia según los organizadores en la última edición se lo realizó alrededor de las lomas en el sector este.
También se realizan picadas de motos, carreras de cártings y carreras de caballos.

### Medios de comunicación
Televisión: hace un tiempo contaba con un canal de televisión que posteriormente fue cerrado.
Cine y Teatro: posee 1 museo, 2 teatros, un cine y un escenario destinados a espectáculos y festivales con capacidad para 35.000 personas.
Radio: actualmente cuenta con ocho emisoras de radio todas FM [Frecuencia Modulada]. Prestan servicios a la comunidad y que cuentan con programas de variadas temáticas incluidos contenidos periodísticos y de interés general con participación de los oyentes. Otras de tipo religioso. 
Internet: servicio que se encuentra muy extendido en la mayoría de la población, por esta causa son escasos los cybers.
Cuenta con tres diarios digitales y sitios web destinados a brindar noticias e información de la ciudad y sus alrededores. 

### Religión
La población alberga una gran libertad de culto siendo la mayoría de la población de creencia católica.
- Católica: parroquia San Roque, iglesias de San Cayetano, Virgen del Valle y San José, son en donde se practica el culto católico, siendo su fecha más importante el 16 de agosto, día de San Roque patrono de la ciudad.
- Evangelista: con más de 5 templos es la segunda religión más practicada en la ciudad.
- Testigo de Jehová: tercera religión más numerosa posee más de 2 templos
- Otras religiones como mormones, ateos, agnósticos, etc no poseen templos pero si son un número importante de la población.

### Recreínos célebres
- Nazarena Romero (boxeadora)
- Calu Rivero (actriz)
- Alba Omil (escritora)
- Juan Carlos Mamelli (futbolista)

## Gobierno

### Sistema Legal
Posee los tres poderes del sistema federal argentino. El poder ejecutivo es ejercido por el intendente municipal elegido por votación popular cada cuatro años. El edificio gubernamental está en la esquina de la calle Farid Osre y la Av. Belgrano. El poder legislativo está a cargo del Honorable Consejo Deliberante, integrado por cinco miembros, según la Carta Orgánica Municipal cuando la población de la Jurisdicción aumente la cantidad de concejales deberá aumentar en dos. El edificio está ubicado en el bulevar Rojas. Y por último el Poder Judicial que está constituido por el juzgado de la ciudad y la Fiscalía.

### Seguridad
El crimen es moderado y alto en pocas ocasiones, se presentan delitos como robo a mano armada, tráfico de drogas. Posee un edificio policial, la Unidad Regional N.º 2 y la Guardia Urbana de Recreo o Policía municipal que cuenta con 60 personas en colaboración junto con la policía para mantener la seguridad.

## Educación y Salud
Con el regreso de la Escuela secundaria a partir de 2011 el sistema educativo de Recreo está integrado por 3 colegios de Nivel inicial, 3 escuelas de Educación primaria, 4 Escuelas secundarias una de carácter técnica, una semiprivada, una escuela secundaria con orientación en Arte, y una pública. Para el nivel terciario hay un colegio IES (Instituto de Educación Superior).
De allí cuenta con una escuela secundaria para adultos, una escuela para personas con capacidades diferentes, una biblioteca pública y un museo.
Durante 2011 se crearon numerosos CCI (Centro de Cuidados Infantiles) donde funcionan jardines de infantes para los niños con familias de bajos ingresos que permanecen generalmente cerrados con falta de actividad. También cuenta con el Polo Educativo de Recreo.
Durante el año 2001, el 29,00% de la población no tiene primaria completa, el 53,27% tiene primaria completa pero secundaria incompleta, el 12,68% tiene secundaria completa pero terciario o universitario incompleto, y solo el 5,05% posee el terciario o universitario completo.
El sistema de salud público dispone del Hospital zonal Liborio Forte, un minihospital, y dos postas sanitarias.
En cuanto al sector privado de la salud posee una clínica, y numerosos consultorios médicos donde atienden especialistas en Clínica médica, Pediatría, Odontología, Neonatología, Obstetricia, Oftalmología, Odontología, Fisioterapia, etc.